# Comandante General de la Fuerza Aérea Alemana en Dinamarca
El Comandante General de la Fuerza Aérea de Alemana en Dinamarca (Kommandierende General der Deutschen Luftwaffe in Dänemark) fue una unidad militar de la Luftwaffe durante la Segunda Guerra Mundial.

## Historia
Formada en junio de 1941 en Grove como General de la Fuerza Aérea en Dinamarca, bajo el XI Comando Administrativo Aéreo. El 1 de enero de 1944 como independiente, y después es trasladado a Skanderborg. El 16 de septiembre de 1944 junto con el IV Cuerpo Aéreo, y renombrándose comandante general de la Fuerza Aérea Alemana en Dinamarca.

## Comandantes
- Mayor general Eduard Ritter von Schleich – (12 de junio de 1941 – 1 de enero de 1944)
- Mayor general Andreas Nielsen – (1 de enero de 1944 – 1 de mayo de 1944)
- Teniente General Walter Schwabedissen – (1 de mayo de 1944 – 1 de octubre de 1944)
- General Rudolf Meister – (1 de octubre de 1944 – 22 de diciembre de 1944)
- Teniente General Alexander Holle – (23 de diciembre de 1944 – 8 de mayo de 1945)

### Jefes de Estado Mayor
- Teniente coronel Werner Hoffmann – (? – marzo de 1945)
- Coronel Heyn – (marzo de 1945 – mayo de 1945)

## Orden de Batalla
Controlando las siguientes unidades en septiembre de 1944
- Comando del Distrito de Caza en Dinamrca
- Comando de Defensa Aérea de Dinamarca (123° Regimiento Antiaéreo)
- 85° Batallón Aéreo de Comunicaciones